# Ленінградська область
Ленінгра́дська о́бласть (рос. Ленингра́дская о́бласть) — суб'єкт Російської Федерації, розташований на північному заході європейської частини країни. Входить до складу Північно-Західного федерального округу й Північно-Західного економічного району.
- Площа — 85 300 км², що становить 0,5 % площі Росії. Цей показник забезпечує області 39-е місце в країні. Із заходу на схід область простягнулася на 450 км, а найбільша довжина з півночі на південь становить 320 км
- Населення — 1637,7 тис. осіб (2007 рік)
- Утворена в результаті адміністративно-територіальної реформи 1 серпня 1927 року. Історично їй передувала Інгерманландська (пізніше — Санкт-Петербурзька, Петроградська, Ленінградська) губернія, утворена Петром І в 1708 році
- Межує:
  - на півночі — з Республікою Карелія
  - на сході — з Вологодською областю
  - на південному сході — з Новгородською областю
  - на півдні — із Псковською областю
  - на південному заході — з Естонією
  - на заході — із Санкт-Петербургом
  - на північному заході — з Фінляндією

Із заходу територія області обмивається водами Фінської затоки.
- Місце розташування вищих органів державної влади — місто Гатчина, у 1924—2021 роках Санкт-Петербург (з 1924 по 1991 роки — Ленінград, звідси назва області)

## Природа

### Рельєф

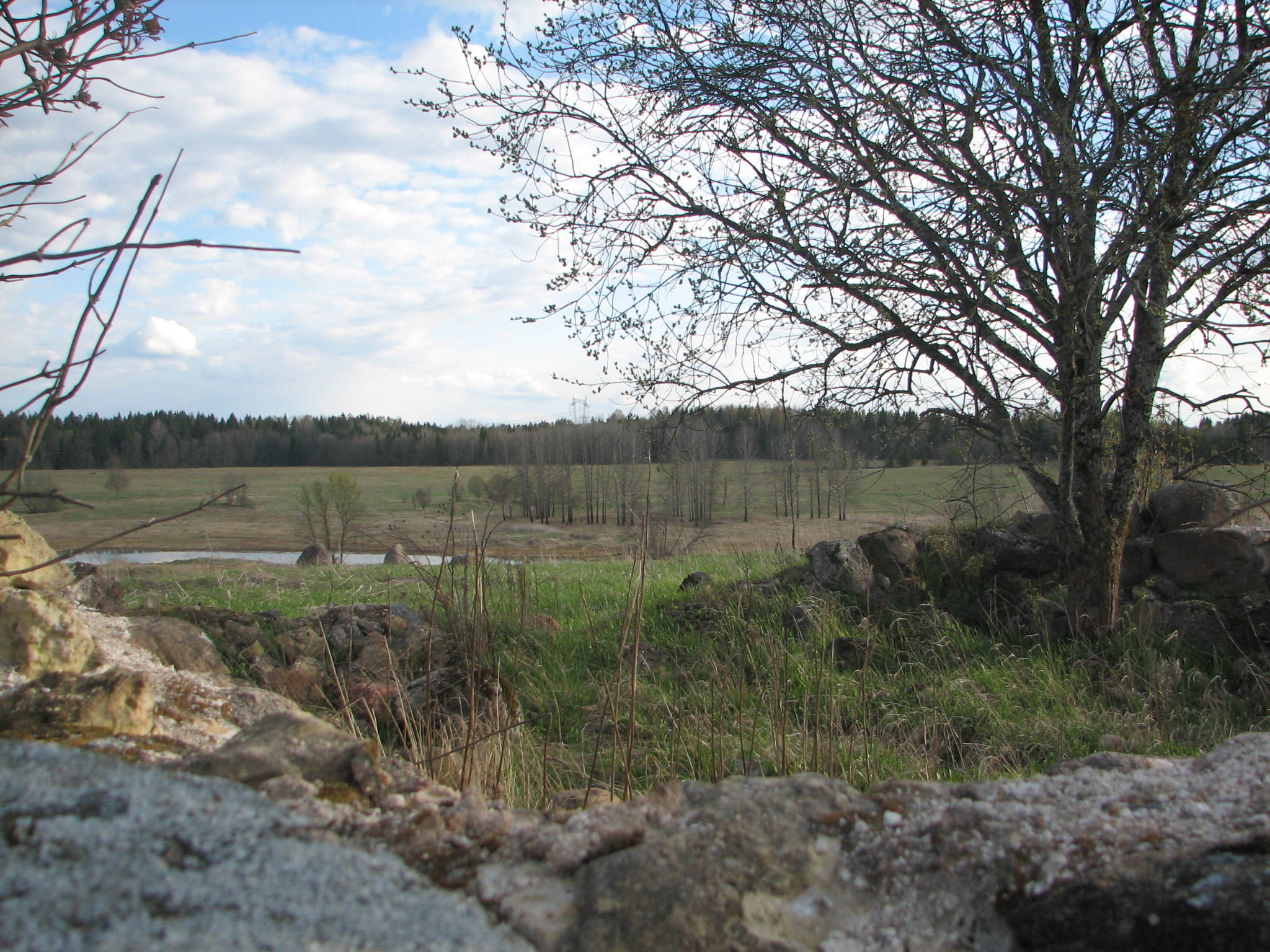
Ландшафти Ленінградської області

Область цілком розташована на території Східноєвропейської рівнини. Цим зумовлюється рівнинний характер рельєфу з незначними абсолютними висотами (в основному 50—150 метрів над рівнем моря). Територія Карельського перешийка (а особливо його північно-західної частини) відрізняється пересіченим рельєфом і численними скельними виходами.
Низовини в основному розташовані по берегах Фінської затоки й Ладозького озера, а також у долинах великих річок. Основними з них є Виборзька, Приозерська, Приладозька, Предглінтова (Приморська), Плюська, Лузька, Волховська, Свірська й Тихвинська.
Найбільшими височинами є Лемболовська, Іжорська, Лодейнопольська, Вепсовська височини й Тихвинська гряда. Найвища точка області — гора Гапсельга (291 метр над рівнем моря) — перебуває на Вепсовській височині. Цікавим географічним об'єктом є Балтійсько-Ладозький уступ (Глінт) — високий (до 40—60 метрів) обрив, що простягнувся більш ніж на 200 км із заходу на схід області. Він є берегом древнього Літоринового моря.

### Геологічна будова й корисні копалини
Територія області перебуває на стику двох найбільших тектонічних структур.
Північний захід області розташований на Балтійському кристалічному щиті, де виходять на поверхню архейські й ранньопротерозойські породи. Вони утворювалися більше 600 мільйонів років тому в результаті потужних вулканічних вивержень. Тому на цій території основними корисними копалинами є граніт, лицювальний камінь і піщано-гравійний матеріал.
На південних берегах Фінської затоки й Ладозького озера в кембрійський період (близько 500 мільйонів років тому) сформувалися потужні товщі осадових порід (синіх глин із прошарками пісковиків).
Приблизно 400 мільйонів років тому, в ордовицький період, відбулося утворення оболових пісковиків, що містять родовища фосфоритів і горючих сланців (захід області). На півдні області на поверхню виходять породи девонського періоду.
У східній частині області близько до поверхні перебувають породи, що утворювалися в кам'яновугільний період. Там присутні родовища бокситів, вапняків і доломітів.
Остаточно рельєф області сформувався в четвертинний період у результаті чотирьох льодовикових періодів і міжльодовикових епох, які послідовно змінювали їх. Тому на більшій частині області присутні родовища торфу, глини й піску. Таблиця корисних копалин Ленінградської області:
| Родовище                                                             | запаси (тис тонн)                                 |
| -------------------------------------------------------------------- | ------------------------------------------------- |
| Кінгісеппське родовище фосфатних руд                                 | 225 357                                           |
| Ленінградське родовище горючих сланців (місто Сланці)                | 152 573                                           |
| Радинський бокситовий рудник (видобуток припинений)                  | 2 135                                             |
| Залізно-марганцеві конкреції в акваторії Фінські затоки              | руда — 2 411 марганець — 188 576                  |
| Пікалевське родовище флюсових вапняків                               | 300 000                                           |
| Сланцевське родовище вапняків                                        | понад 9 000, з родовищем «Боровня» — понад 45 000 |
| Алмазні трубки                                                       | промисловий видобуток не ведеться                 |
| Радонові джерела у селища Лопухинка і Воронино                       | —                                                 |
| Мінеральні термальні води під Лугой                                  | —                                                 |
| Ленінградська термальна аномалія (родовище термальних підземних вод) | —                                                 |

### Клімат
Клімат області атлантико-континентальний. Морські повітряні маси сприяють порівняно м'якій зимі з частими відлигами й помірно-тепле, іноді прохолодне літо. Середня температура січня −8…-11 °C, липня +16…+18 °C. Абсолютний максимум температури +36 °C, абсолютний мінімум −52 °C. Найхолоднішими є східні райони, найтеплішими — південно-західні.
Кількість опадів за рік 600—700 мм. Найбільша кількість опадів випадає на височинах, максимум — на Лемболовській. Мінімальна кількість опадів випадає на прибережних низинах. Найбільша кількість опадів випадає влітку й восени.
У зимовий період опади випадають в основному у вигляді снігу. Постійний сніжний покрив з'являється в другій половині листопада — перший половині грудня. Сходить сніг у другій половині квітня.

### Гідрографія
Територія області, за винятком невеликої південно-східної частини, відноситься до басейну Балтійського моря й має густу, добре розвинену річкову мережу. Загальна довжина всіх річок у Ленінградській області близько 50 тис. км. Також в області розташовано 1800 озер, у тому числі Ладозьке — найбільше в Європі. Значна частина області заболочена.

#### Річки

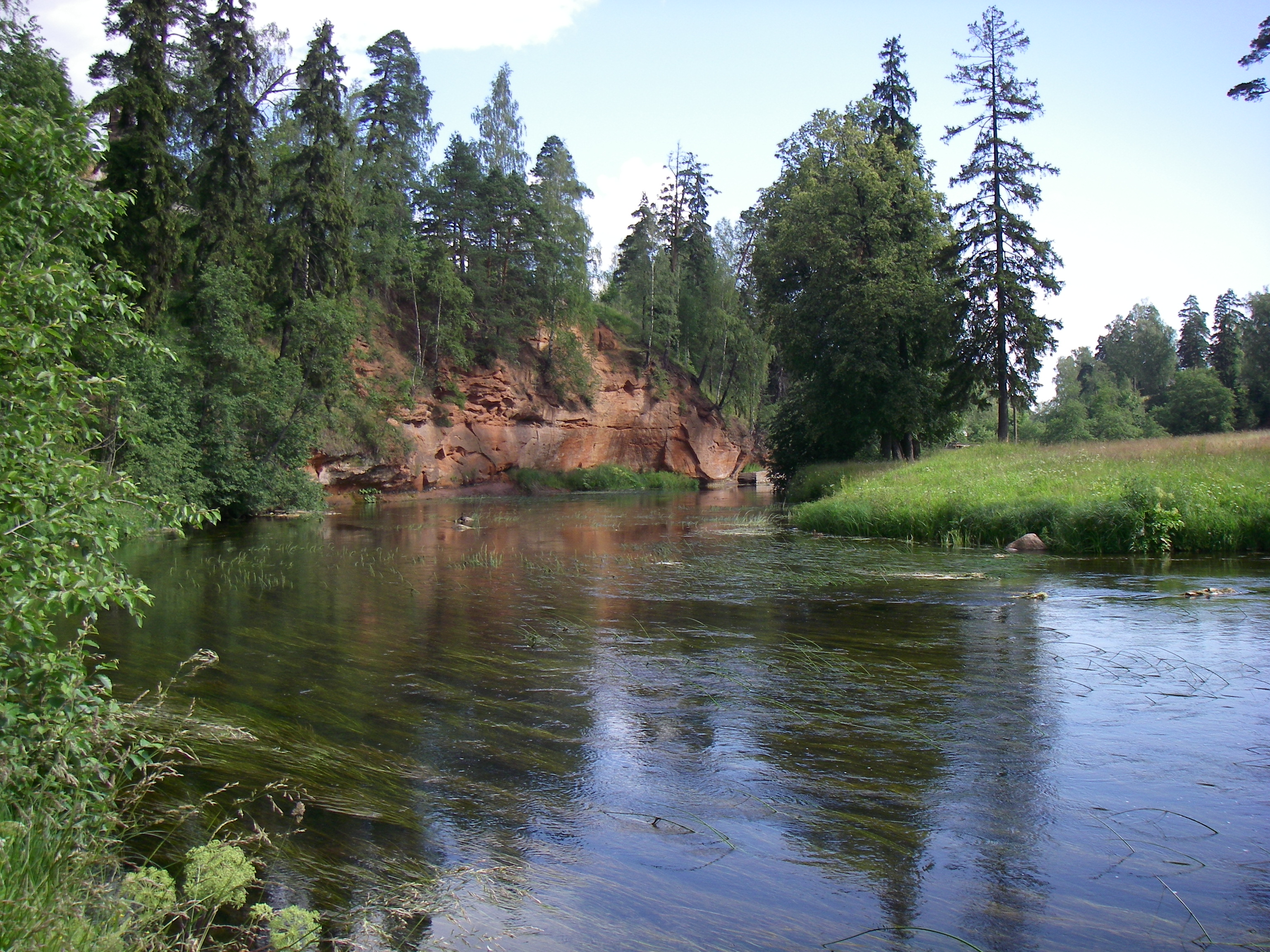
Річка Оредеж неподалік населеного пункту Сіверський

| Назва річки | Довжина (км) | Площа басейна (км²) |
| ----------- | ------------ | ------------------- |
| Луга        | 353          | 13 200              |
| Оять        | 266          | 5 200               |
| Сясь        | 260          | 7 300               |
| Паша        | 242          | 6 700               |
| Волхов      | 224          | 80 200              |
| Свір        | 224          | 84 000              |
| Оредеж      | 192          | 3 200               |
| Вуокса      | 156          | 68 700              |
| Нарва       | 77           | 56 200              |
| Нева        | 74           | 281 000             |

#### Озера
| Назва озера   | Площа (км²) | Найбільша глибина (м) |
| ------------- | ----------- | --------------------- |
| Ладозьке      | 17700       | 225                   |
| Онезьке       | 9890        | 110                   |
| Вуокса        | 95,6        | 24                    |
| Отрадне       | 66          | 27                    |
| Суходольське  | 44,3        | 17                    |
| Вял'є         | 35,8        | 9                     |
| Самро         | 40,4        | 5                     |
| Глубоке       | 37,9        | 12                    |
| Комсомольське | 24,6        | 20                    |
| Балахановське | 15,7        | 12                    |
| Череменецьке  | 15          | 32                    |
| Врево         | 12          | 44                    |
| Кавголовське  | 5,4         | 5                     |

### Ґрунти
Основним типом ґрунтів в області є підзолисті, бідні перегноєм і також відрізняються значною кислотністю. При цьому на суглинках, у низьких місцях з підвищеним нагромадженням вологи, головним чином у ялинових лісах, утворюються сильнопідзолисті ґрунти з потужним верхнім шаром. У більш високих місцях, менш сприятливих для нагромадження вологи, утворюються середнепідзолисті ґрунти. На супісках і пісках, що погано втримують вологу, у сосняках зустрічаються слабопідзолисті ґрунти. Там, де переважає трав'яна рослинність, — на лісових вирубках, у рідких змішаних або листяних лісах — утворювалися дерено-підзолисті ґрунти.
На території Іжорської височини, на породах, що містять вапно, яке нейтралізує кислотність і охороняє верхній шар ґрунту від вимивання, сформувалися дерено-карбонатні ґрунти. Це найкращі серед ґрунтів області: вони багатші за інших перегноєм і мінеральними речовинами, мають добре виражену грудкувату структуру. Їх також називають «північними чорноземами».
У низинах і на плоских ділянках місцевості, при слабкому стоці (поганому дренажі) атмосферних вод, що викликає їхній застій на поверхні, а іноді при високому рівні стояння ґрунтових вод утворюються торф'янисті й болотисті ґрунти. Вони поширені в центральній частині області, на сході Карельського перешийка, на узбережжі Фінської затоки, у Приладож'і.
У деяких місцях на лугових терасах (по річках Волхову, Лузі й інших), що заливаються водою в повіддя, з річкових наносів утворюються багаті перегноєм алювіальні ґрунти. Їхня площа невелика.
Основними ґрунтоутворюючими породами є глини, суглинки, піски й торф. Сільськогосподарське використання ґрунтів області вимагає їхнього штучного поліпшення.

### Рослинність

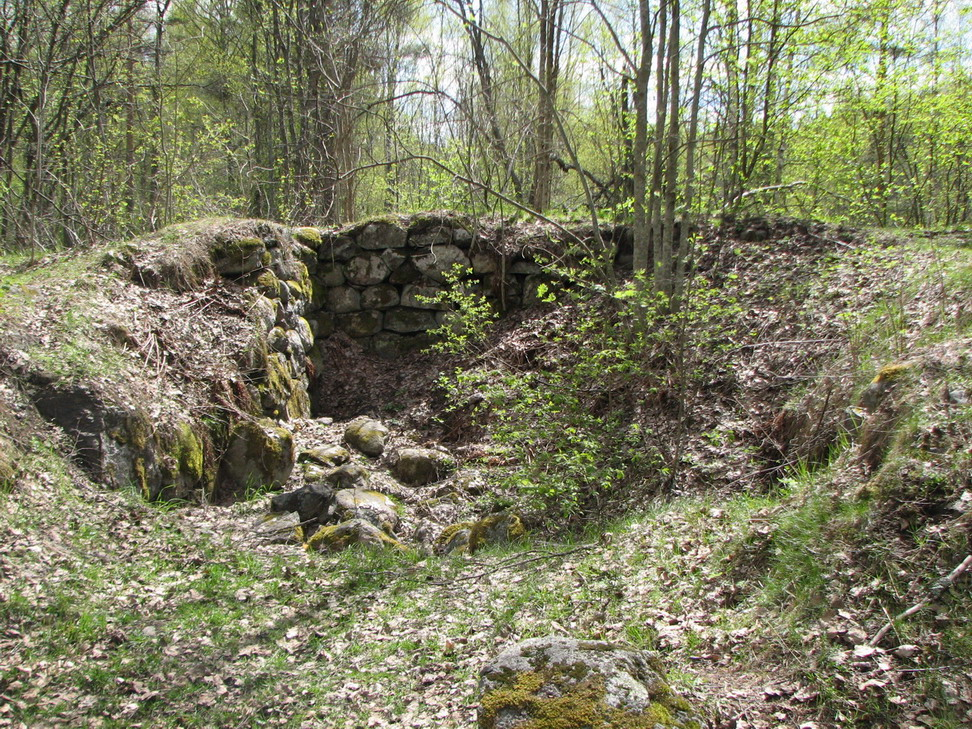
Ліси Ленінградської області

Територія області розташована в зоні тайги, а саме, у її середній і південній підзонах. Відзначається перехід від хвойних лісів до змішаних на півдні області. Лісу займають 55,5 % території області. Лісові ресурси сильно виснажені. Корінні соснові й, особливо, ялинові ліси збереглися подекуди на північному заході й сході області, але, в основному, вони заміщені малоцінними й малопродуктивними похідними дрібнолистими лісами й дрібноліссями (береза, осика, вільха сіра). Території, що прилягають до Санкт-Петербурга, зайняті під сільське господарство (ріллі, лугу, чагарники). У лісах області виростають лікарські рослини і ягоди: конвалія травнева, мучниця, чорниця, брусниця, журавлина, малина, багно, яловець, безсмертник піщаний, перстач.

### Тваринний світ
Ссавці. В області живуть переважно лісові тварини, серед яких 68 видів ссавців. Основними з них є вивірка лісова, тхір лісовий, куниця лісова, кріт європейський, заєць білий, заєць сірий, різні гризуни (миша польова й мишак уральський, пацюк чорний та інші). Рідше зустрічаються вовк, свиня дика, сарна європейська, лисиця руда, лось, ведмідь бурий, рись євразійська, ласка, видра річкова, нерпа, бобер європейський, тюлень, норка європейська; інтродуковані олень плямистий, ондатра, єнот уссурійський.
Птахи. В області живе близько 300 видів птахів, основними є глухар, куріпка біла, куріпка сіра, рябчик, тетерук, різні види качок, гуси, кулики. Деякі лісові птахи (дятел, дрізд, синиця, зозуля, шпак, мухоловка) приносять користь, винищуючи шкідливих комах. Зимують в області лише крук, горобець, синиця, снігур, дятел; більшість же залишає області, починаючи з кінця серпня.
Риби. У водах області водиться близько 80 видів риб. З морських риб частіше зустрічаються салака, балтійська (ревельська) кілька, тріска, морська щука. Із прохідних риб зустрічаються корюшка, лосось, кумжа, вугор. Серед прісноводних риб найбільше значення має сиг, також зустрічаються окунь, судак, лящ, плітка, снеток.
До Червоної книги занесені такі види тварин, як: балтійська кільчаста нерпа, нерпа ладозька, сірий тюлень, беркут, змієїд, сапсан, скопа, орлан-білохвіст.

## Історія

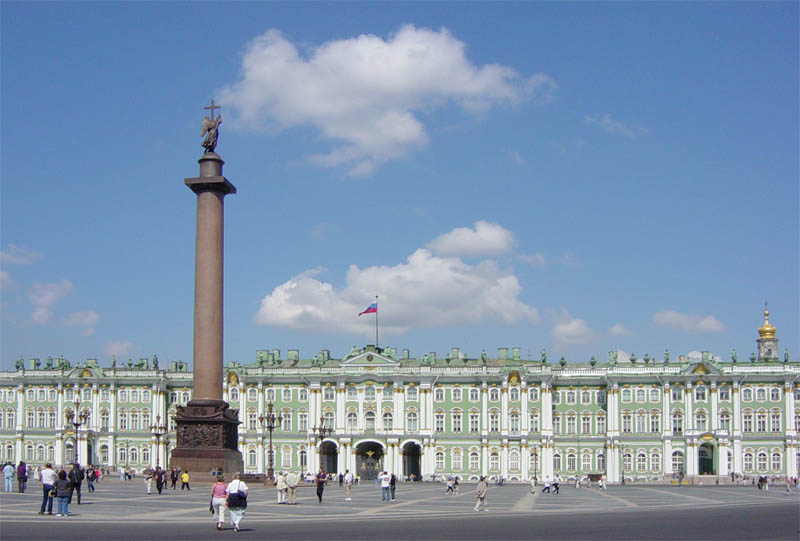
Палацова площа із Зимовим палацом у Санкт-Петербурзі

На території сучасної Ленінградської області найдавніше поселення з'явилося в IX—VIII тис. до н. е. після відступу льодовика. До середини I тис. н. е. тут уже існували осілі фіно-угорські племена. Найдавніше місто — Ладога (давньоск. Aldeigjuborg), яке з'явилося у VIII ст. і було першою князівською резиденцією скандинавської династії Рюриковичів. В ХІ—XV ст. Лагода слугувала фортечним пунктом і торговельно-ремісничий центром Новгородської Боярської республіки. В ті часи через територію нинішньої області пролягав Волзький торговий шлях, яким прямували варяги до персів. В XIII—XIV ст. територія була місцем численних сутичок поміж новгородцями з одного боку та лівонськими лицарями і шведськими феодалами з іншого. В 1478 році новгородські землі були окуповані Московським князівством. На початку XVII ст. Північно-Західні території колишньої Новгородської держави відійшли до Шведського королівства. На початку наступного ст. в результаті Північної війни (1700—1721) територія області була приєднана до Московського царства, а у 1703 році поруч зі шведським містом Нієн (швед. Nyen) було закладене нове місто — Санкт-Петербург. В 1708 році була утворена Інґерманландська губернія, яка в 1710 році була перейменована на Санкт-Петербурзьку. У 1712 році Санкт-Петербург став столицею Московського царства, а з 1721 Російської імперії. З самого початку Санкт-Петербург був заселений здебільшого росіянами, інші національності підлягали русіфікації.
На початку Першої світової війни у 1914 році Санкт-Петербурзьку губернію було перейменовано на Петербурзьку (див. у розділі (Росія (Російська імперія)).
Після російської революції, в 1918 році, столицю було перенесено з Петрограда в Москву, далі від кордонів держави. У 1919 р., під час громадянської війни, біла армія на чолі з М. Юденичем, що наступала з Естонії, намагалася захопити Петроград і навіть зуміла дістатися до його південної околиці, але атака проти більшовиків на чолі з Л. Троцьким не вдалася, і Юденич відступив назад. Влітку 1919 року за підтримки фінів була спроба утворення незалежної від радянської Росії республіки Північна Інґрія (фін. Pohjois-Inkeri tasavalta) див. у розділі (Росія (Республіка Північна Інґрія)). Після укладення у 1920 році Тартуського мирного договору було встановлено кордон поміж державами, Інґрія була повернута до складу РРФСР. У 1924 році Петроградську губернію було перейменовано на Ленінградську, а в 1927—1929 рр. губернії були скасовані. З 5 губерній (Ленінградська, Мурманська, Новгородська, Псковська й Череповецька) була утворена Ленінградська область, центром якої став Ленінград. Невдовзі, із частини Ленінградської області були утворені нові області.
На початку 1930-х років інґерманландське населення піддалося репресіям з боку радянської влади, підсумком яких стало практично повне їхнє очищення з районів традиційного проживання до другої половини 1940-х років. У 1931 році відбуваються перші великі виселення до Сибіру та Красноярського краю. Навесні 1935 року за вказівкою наркома внутрішніх справ Г. Ягоди, в прикордонних районах Ленінградської області і Карелії була проведена операція по виселенню так-званого «куркульського і антирадянського елемента». Загальна кількість висланих і підданих іншим видам репресій в 1930-ті роки оцінюється приблизно в 35-40 тис. чол., багатьох було розстріляно. За весь час операцій депортували в основному до Західного Сибіру, Свердловської області, Киргизстану, Таджикистану, а також до Північного та Південного Казахстану. Депортація продовжувалися і під час радянсько-фінської війни у 1940—1942 рр., які висилалися за визначенням радянського уряду в інші області як «неблагонадійні» елементи. За даними російського історика В. М. Земськова, було виселено 44 737 інгерманландців, з них 17 837 було розміщено в Красноярському краї, 8267 — в Іркутській області, 3602 — в Омській області, інші — в Вологодській і Кіровській областях.
У 1939—1940 рр. під час радянсько-фінської війни з Ленінградської області велися бої проти фінських військ, де згідно вимушеного договору 1940 року Фінляндія втратила Карельський перешийок (докладніше див. у розділі (Росія (Карело-Фінська Радянська Соціалістична Республіка)). На початку Німецько-радянської війни і блокади Ленінграда у 1941 році, війська Вермахту захопили південно-західну частину області і дійшли на сході до Тихвіна, в той час як фінські війська швидко відвоювали анексовані радянським союзом території, оточуючи Ленінград з боку суходолу. Під час блокади Ленінграда через територію області пролягала «Дорога Життя» — єдина магістраль, череж яку постачалася провізія ленінградцям. Лише у 1944 р. радянська армія відвоювала Ленінград і продовжила тиск на Фінляндію, яка за новим договором від 19 вересня 1944 р. знову втратила території на Карельському перешийку. Цього разу здобуті території були включені до складу Ленінградської області (Виборзький та Приозерський райони).
У післявоєнний період господарство області було відновлено, з'явилися нові міста й селища. В 1973 році уведена в експлуатацію Ленінградська атомна електростанція в Сосновому Борі, який у цьому ж році одержав статус міста.
Із прийняттям Конституції Росії 1993 року, Ленінградська область стала суб'єктом Російської Федерації.
Зміни території Ленінградської області представлені в таблиці:
| Дата           | Подія                                                                       | Збільшення території                                                  | Зменшення території                                         |
| -------------- | --------------------------------------------------------------------------- | --------------------------------------------------------------------- | ----------------------------------------------------------- |
| 3 червня 1929  | створена Західна область                                                    |                                                                       | Великолукський округ (23 району)                            |
| грудень 1931   | Ленінград — місто республіканського підпорядкування                         |                                                                       | м. Ленінград, Ленінградський Приміський район, м. Кронштадт |
| 29 січня 1935  | створена Калінінська область                                                |                                                                       | 5 районів                                                   |
| серпень 1936   | скасований Ленінградський Приміський район                                  | Всеволозький, Красносельський, Парголовський, Слуцький райони         |                                                             |
| вересень 1937  | створена Вологодська область                                                |                                                                       | м. Череповець, 18 районів                                   |
| 28 травня 1938 | створена Мурманська область                                                 |                                                                       | м. Мурманськ, Мурманський округ (7 районів)                 |
| 1940           | результат Радянсько-фінської війни                                          | Каннельярвський, Койвістовський, Раутовський райони                   |                                                             |
| 5 липня 1944   | створена Новгородська область                                               |                                                                       | м. Новгород, м. Боровичі, м. Стара Русса, 27 районів        |
| 23 серпня 1944 | створена Псковська область                                                  |                                                                       | м. Псков, 17 районів                                        |
| 1944           | кордон між РРФСР і Естонської РСР встановлений по річці Нарва               | територія до сходу від р. Нарва, включаючи Івангород                  |                                                             |
| листопад 1944  | територія Карельського перешийка передана зі складу Карело-Фінської РСР     | м. Виборг, м. Кексгольм, Виборзький, Кексгольський, Яскінський райони |                                                             |
| жовтень 1946   | передані в підпорядкування Ленінграда                                       |                                                                       | Сестрорецький і Курортний райони                            |
| липень 1953    | скасований Павловський район, частина передана в підпорядкування Ленінграда |                                                                       | частина району, включаючи м. Павловськ                      |
| квітень 1954   | передані в підпорядкування Ленінграда                                       |                                                                       | робочі селища Левашово, Парголово, Пісковий                 |
| 1955           | передані зі складу Новгородської області                                    | Дмитровська і Мозолевська сільради                                    |                                                             |
| січень 1963    | переданий у підпорядкування Ленінграда                                      |                                                                       | м. Урицьк                                                   |
| квітень 1973   | передані в підпорядкування Ленінграда                                       |                                                                       | м. Красне Село, робочі селища Горелово, Можайський          |
| квітень 1978   | передані в підпорядкування Ленінграда                                       |                                                                       | м. Ломоносов                                                |

У роки Німецько-радянської війни більша частина території області була окупована й значно постраждала. У січні 1945 року населення області нараховувало 483 тисяч осіб, хоча до війни на цій території проживали 1258 тис. осіб. Під час блокади Ленінграда через територію області проходила «Дорога Життя» — єдина магістраль, що зв'язувала обложене місто з країною. Великий внесок у перемогу над ворогом вніс партизанський рух: до початку 1944 року на території області діяли 13 партизанських бригад, до яких входило 35 тис. бійців.
У післявоєнний період господарство області було відновлено, з'явилися нові міста й селища. В 1949 році статус міста було надано Сланцям, в 1950 — Боксітогорську, в 1953 — Кіровську, в 1954 — Пікалево й Івангороду, в 1956 — Подпорож'ю, в 1963 — Тосно й Всеволозьку. В 1973 році уведена в експлуатацію Ленінградська атомна електростанція в Сосновому Борі, який у цьому ж році одержав статус міста.
В 1991–1996 роках Головою адміністрації Ленінградської області був Олександр Семенович Бєляков. Із прийняттям Конституції Росії 1993 року, Ленінградська область стала суб'єктом Російської Федерації. В 1994 році прийнятий Статут Ленінградської області. В 1996–1998 роках губернатором Ленінградської області був Вадим Анатолійович Густов.

## Пам'ятки архітектури, збережені, реставровані чи поруйновані

Череменецький палац або палац О. Половцова, Луга, село Рапті, Ленінградська область. Поруйнований, архівне фото.

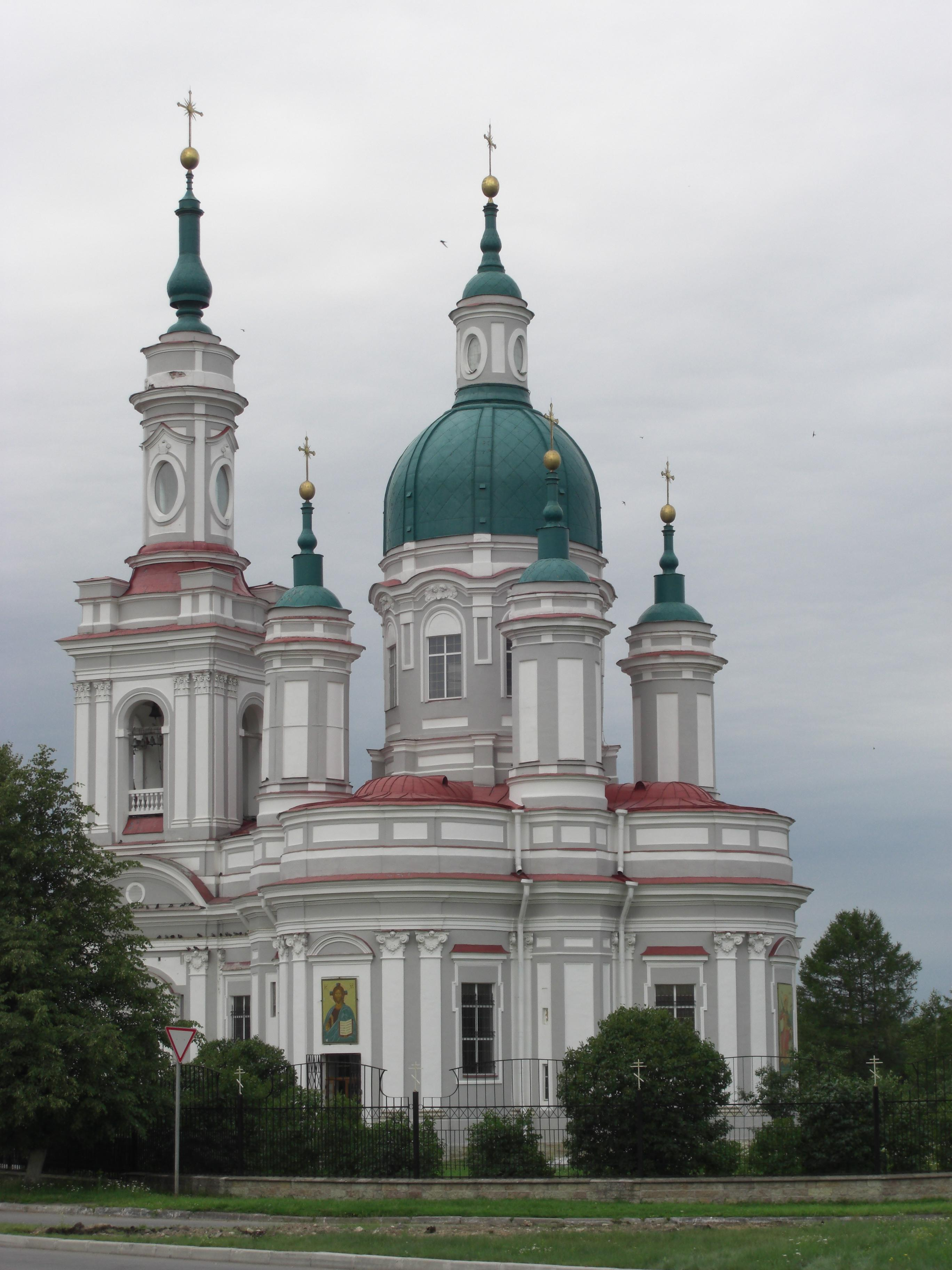
Антоніо Рінальді. Собор Св. Катерини в Кінгісеппі (після реставрації). Фото 2008 р.

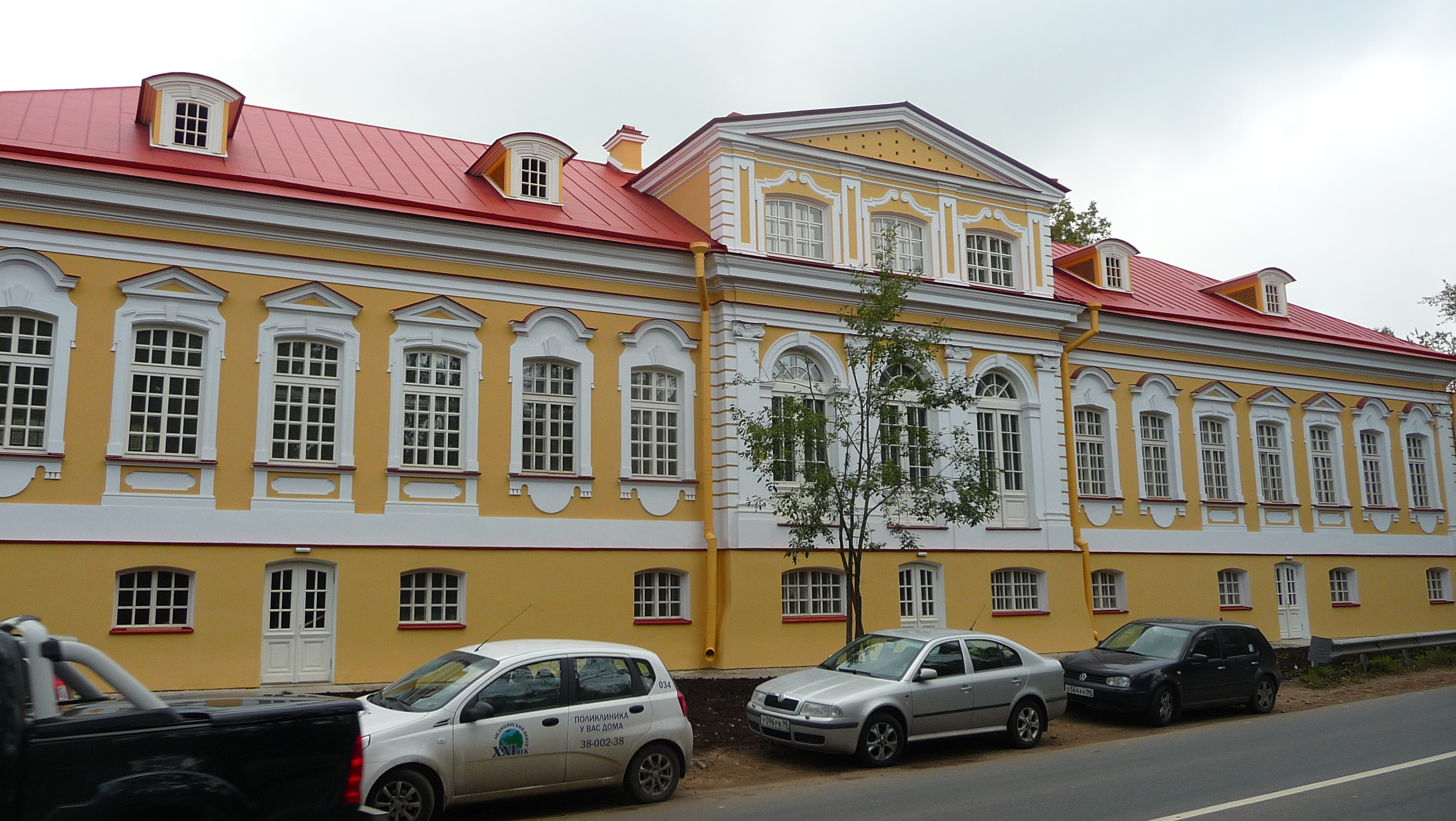
Архітектор реалізатор Мартин Людвіг Гофман (1714—1788). Картинний будинок. Північний фасад, Оранієнбаум.

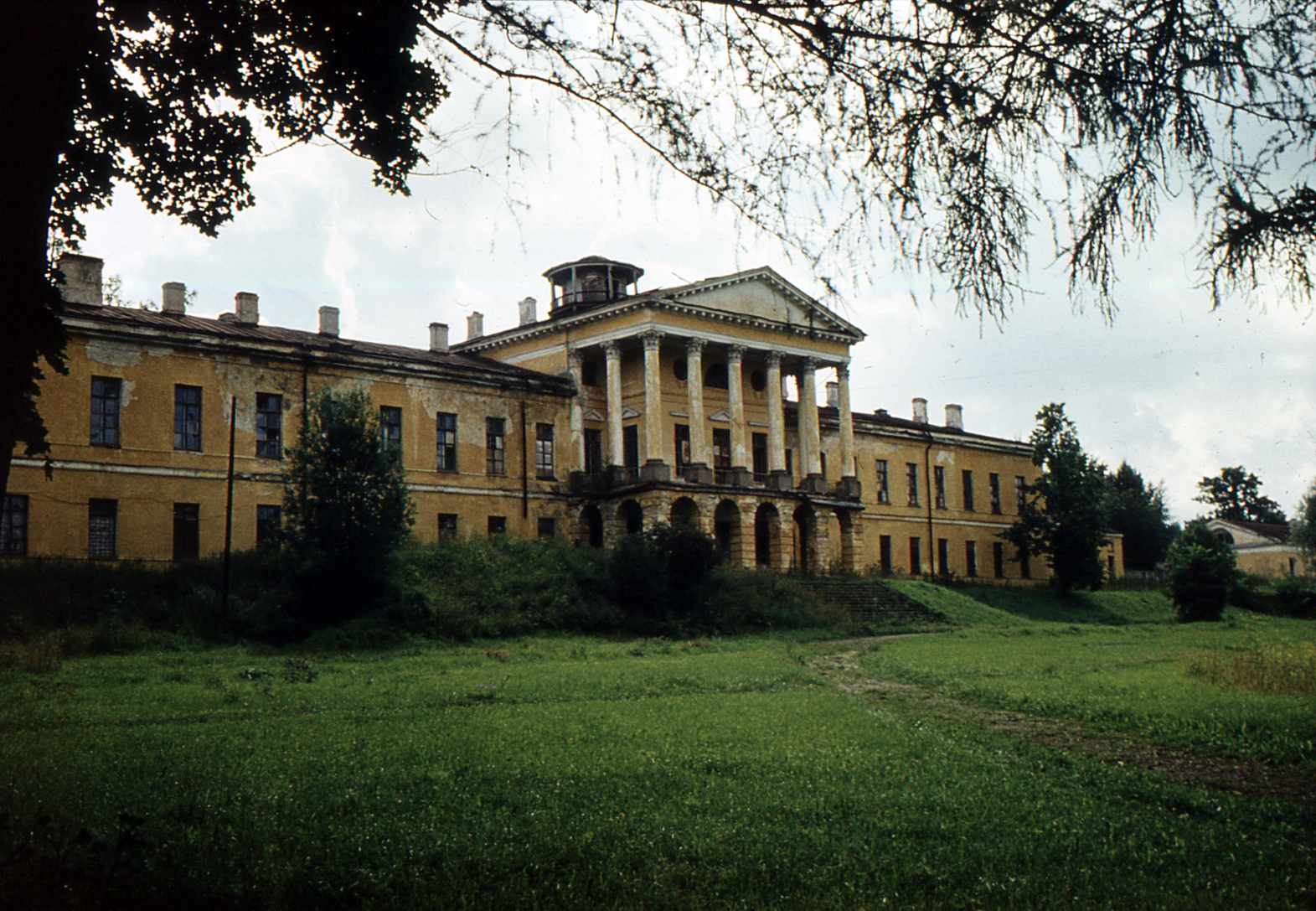
Садиба Ропша до її руйнації, стиль класицизм.

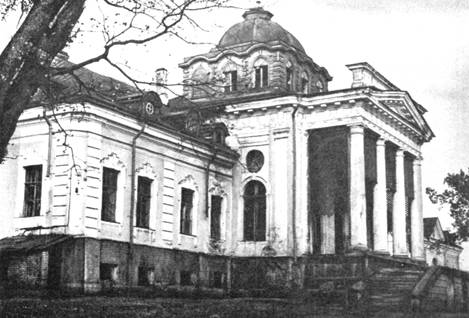
Садиба Дилиці або Єлизаветино. Поруйнована, архівне фото.
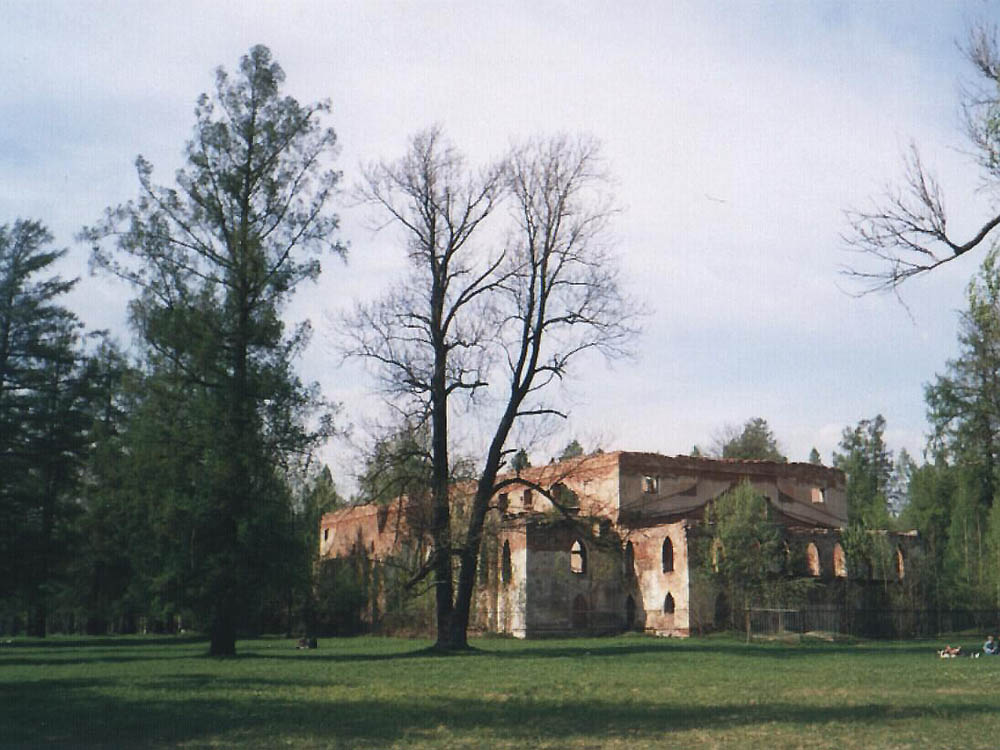
Антоніо Рінальді. Китайський театр, фото 2008 р., поруйнований
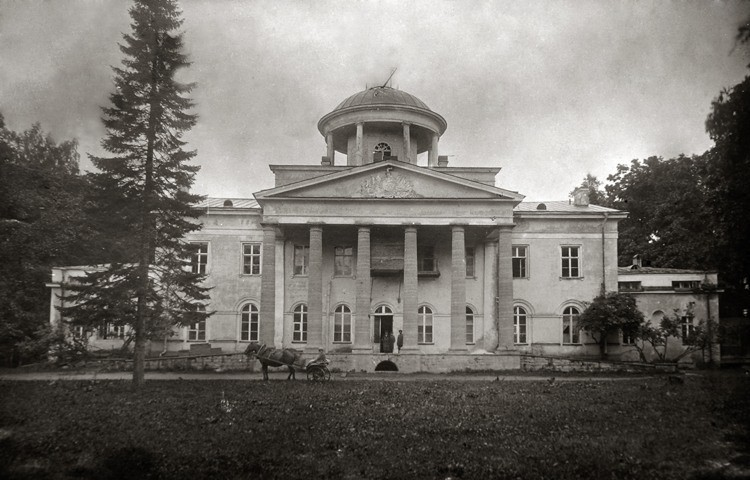
Колишня садиба Альбрехтів, село Котли, Ленінградська область. Поруйнована, архівне фото.
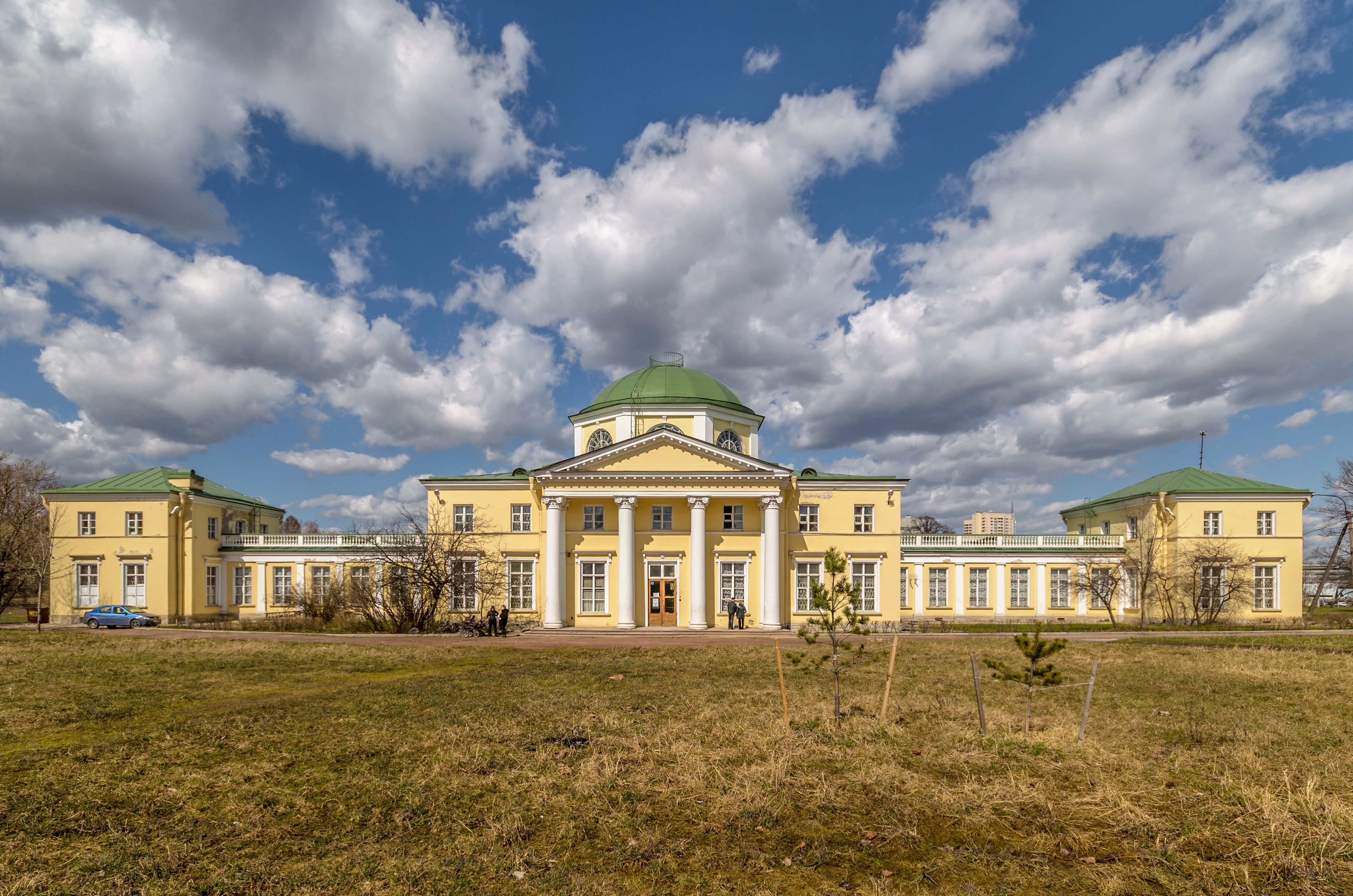
Палац в Александріно, садиба Чернишова, фото 2013 рік.
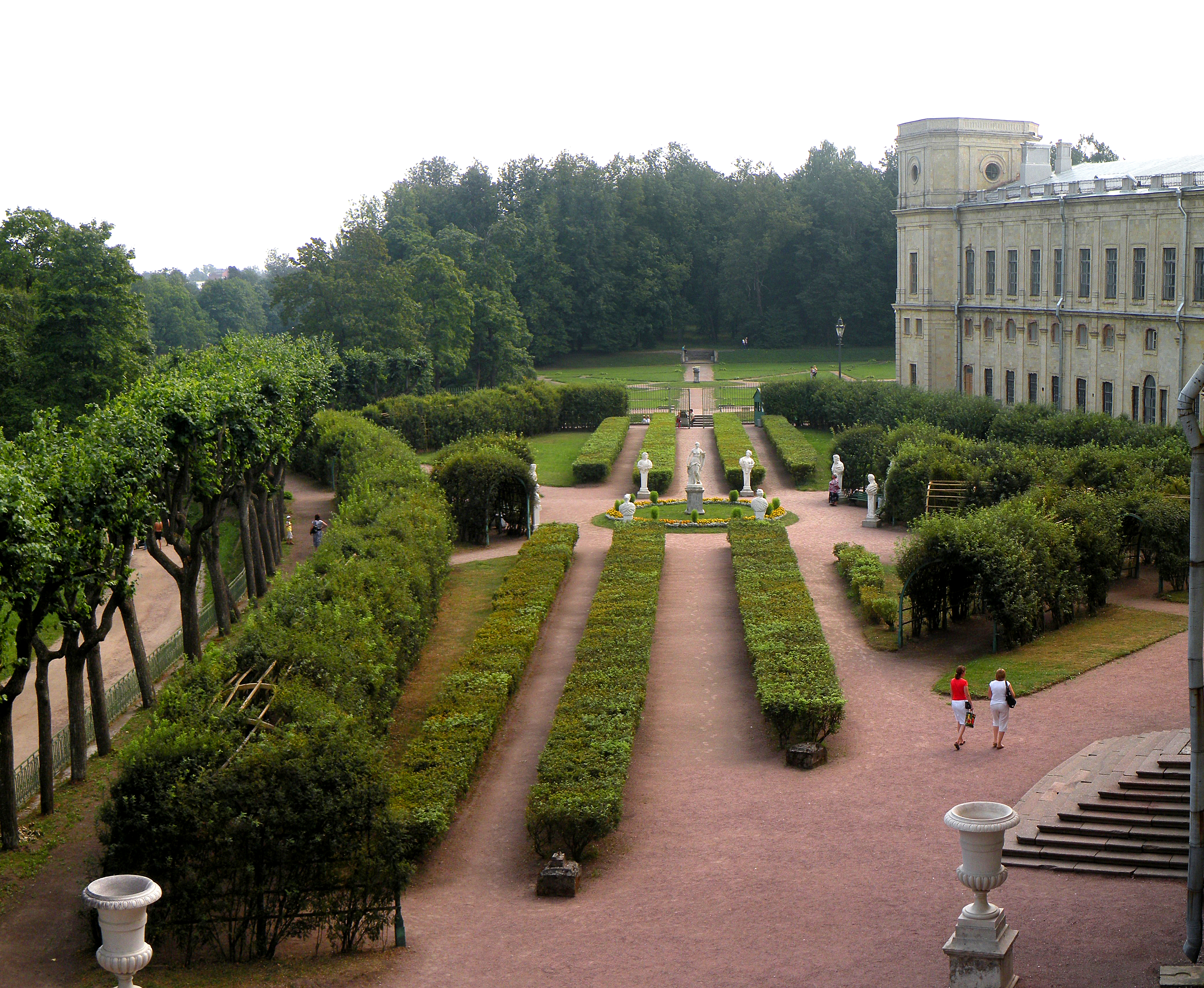
Великий Гатчинський палац і регулярна частина парку, фото 2010 р.
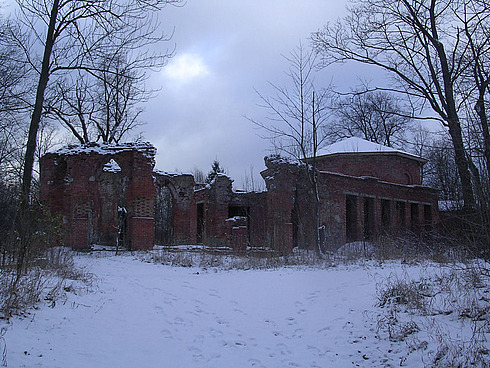
Баболовський палац, поруйнований, фото 2006 р.
Худ. Іванов І.О. Садиба Приютіно, акварель. 1825 р.
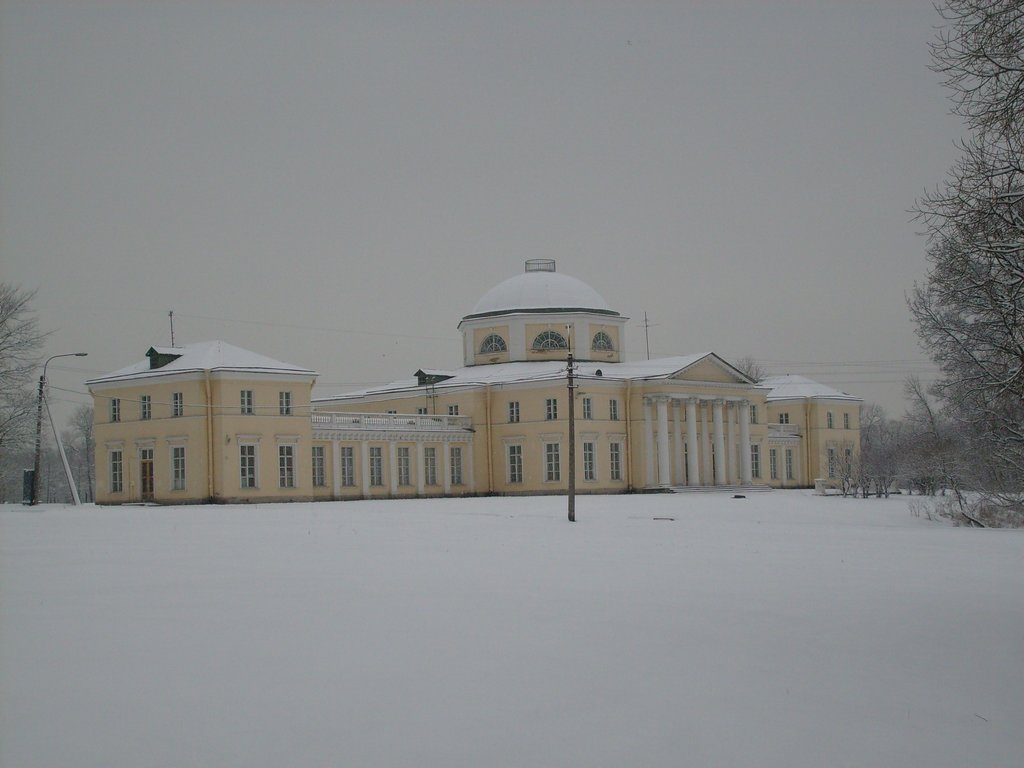
Садиба І.Чернишова - Александріно, фото 2008 р.
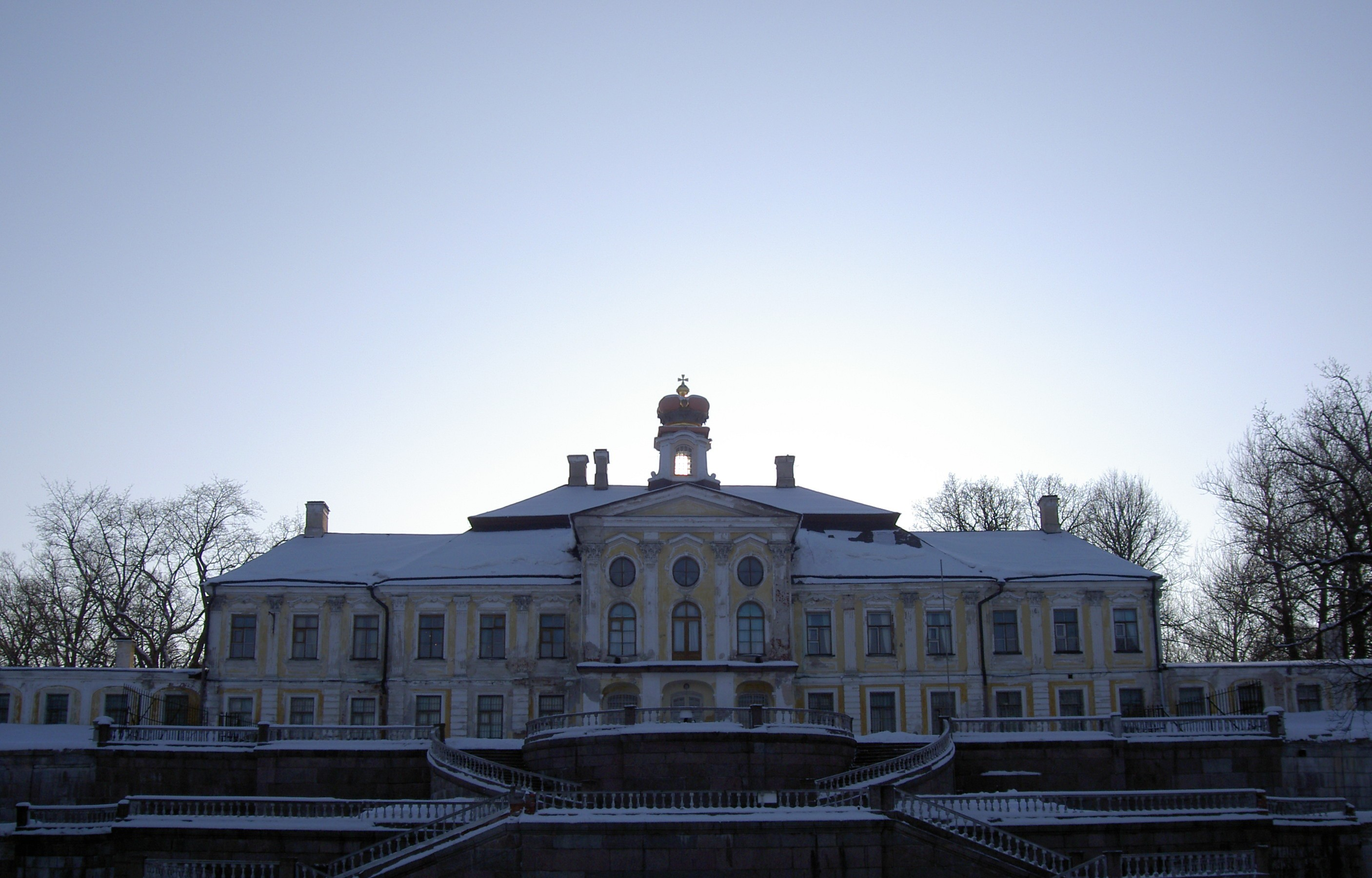
Меншиковський палац (Оранієнбаум)
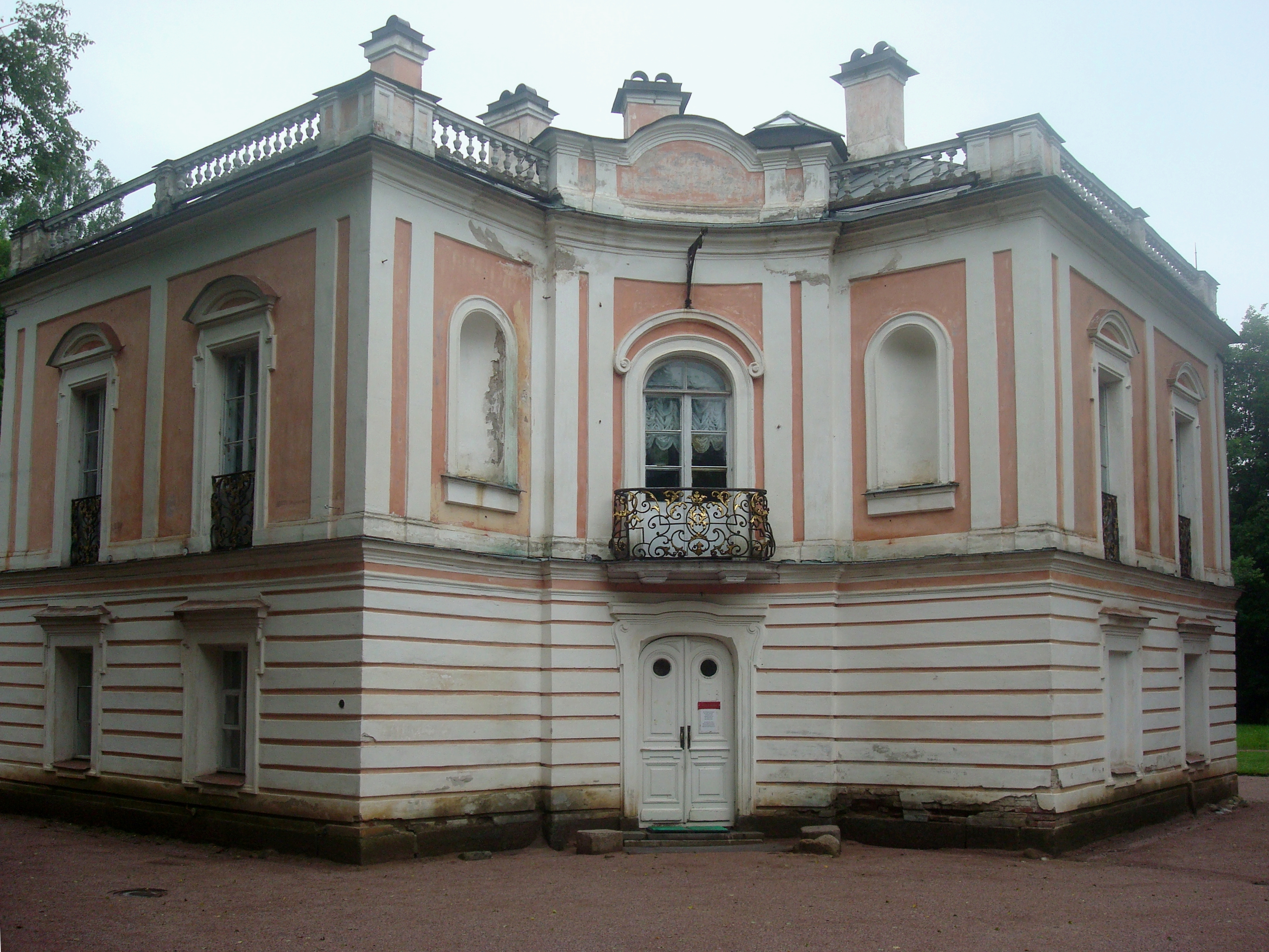
Антоніо Рінальді. Оранієнбаум, палацик для імператора Петра ІІІ, фото 2010 р.
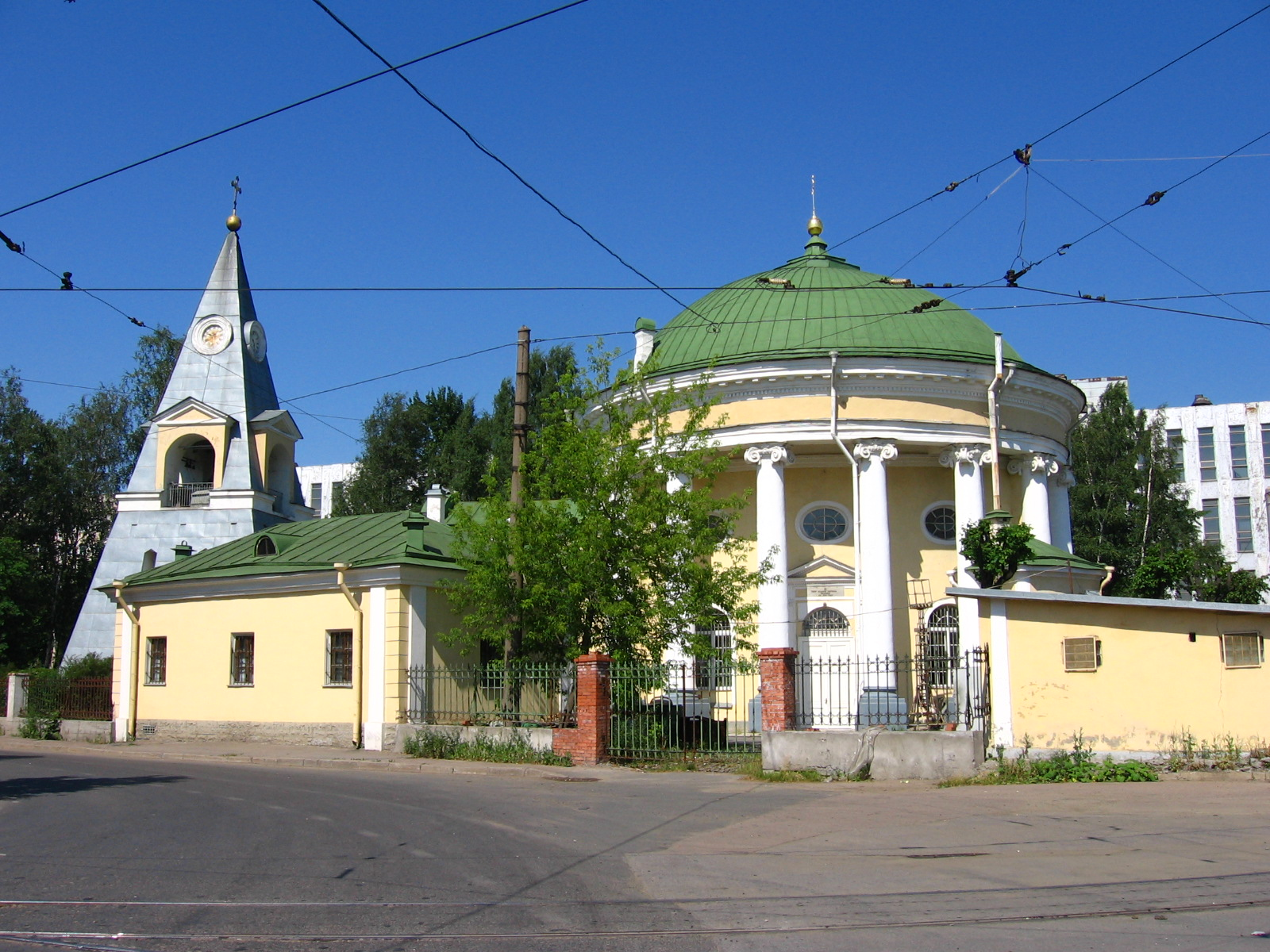
Львов Микола Олександрович. Троїцька церква на околиці Петербурга

## Символи

##### Прапор
Прапор Ленінградської області являє собою прямокутне полотнище з відношенням довжини до ширини 3: 2. У верхній частині прапора розташоване біле поле, що займає 2/3 його ширини. На білому полі в центрі зображений герб Ленінградської області. Габаритна ширина герба на прапорі Ленінградської області складає 2/9 довжини полотнища. У нижній частині прапора по всій довжині у вигляді стрімчастих хвиль розташована червона смуга, над нею — блакитна смуга, які розділені навпіл білою хвилястою смугою, що становить 1/60 ширини полотнища прапора.
Зворотний бік прапора є дзеркальним відображенням його лицьової сторони.

##### Герб
Герб Ленінградської області являє собою зображення на щиті з відношенням ширини до висоти 8: 9 срібного якоря, пересіченого золотим ключем на блакитному (синьому) полі. У верхній частині щита зображено срібна зубчаста стіна на червоному полі.

##### Гімн
Офіційним гімном Ленінградської області є композиція «Сім'я ленінградська» (музика Світлани Миронової, вірші Михайла Лейкіна)

## Нагороди
- орден Леніна (30 листопада 1966) — за мужність і героїзм, проявлені в розгромі німецько-фашистських окупантів під Ленінградом і за успіхи в розвитку народного господарства.

- орден Жовтневої Революції (26 січня 1984) — за успіхи трудящих області в господарському і культурному будівництві, а також за мужність і героїзм, проявлені при захисті Вітчизни під час Великої Вітчизняної війни.

## Населення

### Чисельність і розселення населення
Чисельність населення — 1637,7 тис. осіб (2007), що становить 1,14 % населення Росії. За цим показником область займає 27-ме місце в країні. Щільність населення — 19,5 осіб/км². Найбільш населеними є райони, що прилягають до Санкт-Петербурга, найменш населеними — східні райони.
Частини територій Виборзького, Всеволозького, Кіровського, Тосненського, Гатчинського й Ломоносовського районів входять до складу Санкт-Петербурзької міської агломерації. Близько 150 тис. жителів області працюють на підприємствах і організаціях Санкт-Петербурга, тисячі студентів, що проживають в області, вчаться в петербурзьких вищих і середніх спеціальних навчальних закладах. Кілька сотень тисяч петербуржців мають садові ділянки й дачі в Ленінградській області. Чисельність міського населення становить 1086,2 тис. oc., рівень урбанізації становить 66,28 %, що нижче середньоросійського значення. В області розташовано 31 місто й 32 селища міського типу. Найбільшим містом є Гатчина (88,8 тис. oc.), найменш великим — Висоцьк (1,7 тис. oc). Найстаршим містом області є Приозерськ (з 1143 року), наймолодшим — Волосово (з 1999 року). У 2006 році закладений перший камінь у підставу нового міста Кудрово у Всеволозькому районі, який планується побудувати до 2010 року. Найбільшими селищами міського типу є Сіверський, Вириця й Імені Морозова.
Чисельність сільського населення становить 551,5 тис. осіб. В області налічується 31 сільський населений пункт із чисельністю населення більш 3 тис. осіб, у них у сукупності проживає 139,9 тис. осіб. В основному, великі сільські населені пункти перебувають на околицях Санкт-Петербурга. Найбільшими сільськими населеними пунктами області є Нове Дев'яткино, Каменка й Горбунки. Найдавнішим руським поселенням на території області вважається Стара Ладога, заснована в 753 році.
Також у Ленінградській області розташована велика кількість садоводств, найбільшими з яких є масиви Мшинська в Лужському районі й Пупишево у Волховському.
Близько 45 % населення перебуває в працездатному віці. При цьому 39 % з них зайняті в промисловості, 34 % — у сфері послуг, 18 % — у сільськім господарстві, 9 % — на транспорті.
Демографічна ситуація в області характеризується природним збитком населення. Для подолання цієї тенденції ухвалюються різні заходи. Одним із заходів, спрямованим на поліпшення демографічної ситуації, є розвиток системи охорони здоров'я області. Оцінка роботи системи буде проводитися за результатами щорічного моніторингу наступних показників:
- Динаміка рівня смертності
- Середня тривалість тимчасової непрацездатності
- Питома вага дітей першої й другої груп здоров'я в освітніх установах
- Вартість одиниці обсягу наданої медичної допомоги

Цими показниками оцінюється працездатність системи охорони здоров'я області.

### Національний склад населення
За національним складом переважна більшість жителів області — росіяни. Також проживає значна кількість осіб інших слов'янських націй — українців, білорусів.
Число жителів корінних народностей — вепсів, карел, іжорців, інгерманландських фінів, водь — невелике. У селищі Вінниці Подпорозького району розташований Центр вепської культури.
За останні роки збільшилася чисельність великих етнічних общин — татар, вірменів, циган, азербайджанців, чувашів, мордва, молдован, башкир, узбеків.

## Економіка

### Промисловість

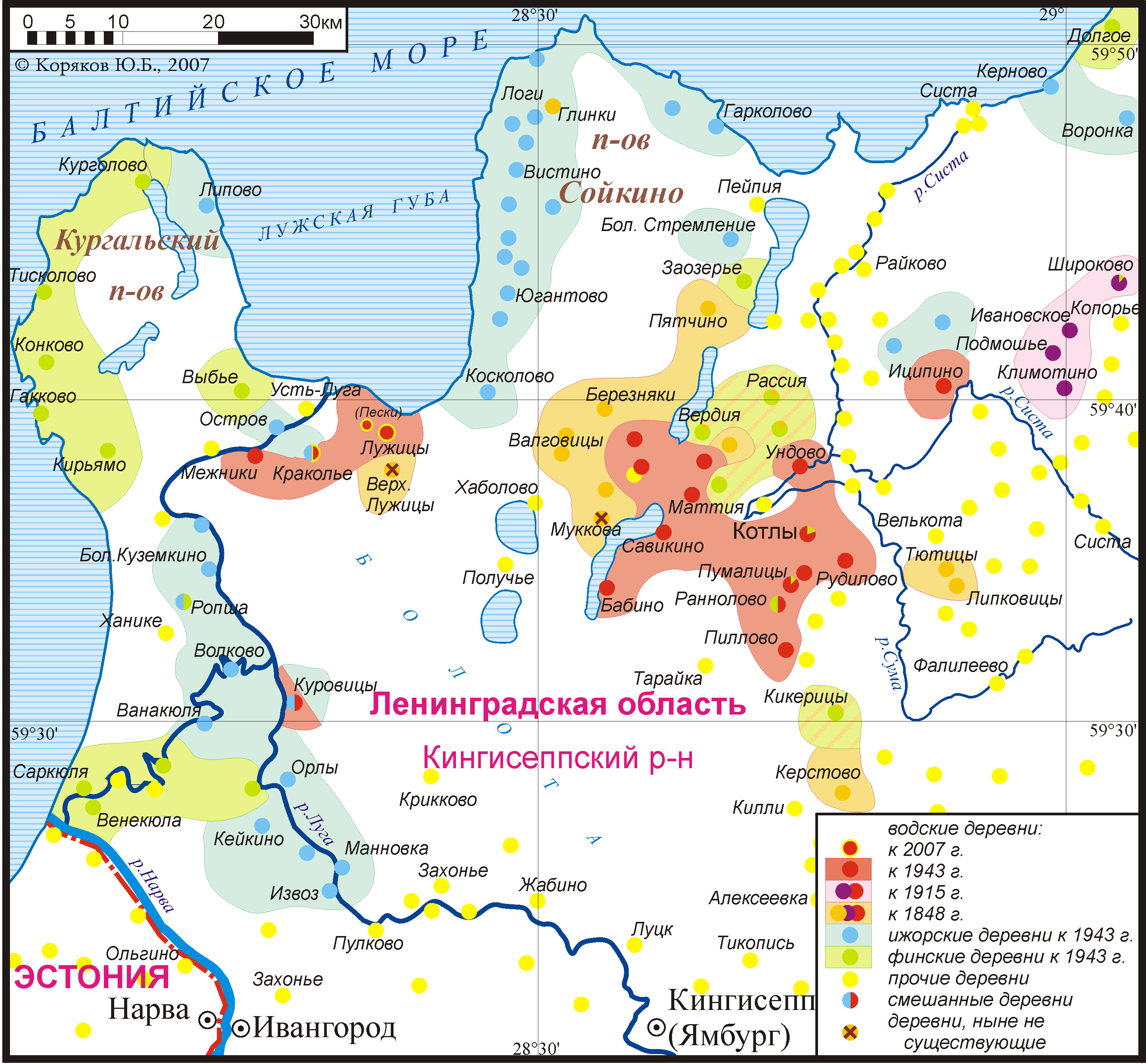
Етнографічна мапа розселення фінів, іжорців і водь на заході Ленінградської області

Промисловість є основою економіки області, розвиток одержали різні галузі.
Електроенергетика представлена всіма основними її типами. У Сосновому Борі розташована Ленінградська атомна електростанція, у Кіришах і Кіровську — великі теплоелектростанції. На річках Вуокса, Свір, Волхов побудовані невеликі гідроелектростанції.
Машинобудівні підприємства перебувають у різних містах області. У Всеволозьку розташований складальний автозавод «Ford», у Виборзі — суднобудівний завод, у Тосно — завод з виробництва будівельної техніки «Caterpillar», у Гатчині — завод «Буревісник», у Лузі — абразивний завод.
Алюмінієва промисловість представлена бокситовими рудниками в Бокситогорську, глиноземним заводом у Пікалево й алюмінієвим заводом у Волхові.
Основними підприємствами хімічної промисловості є комбінат «Фосфорит» у Кінгісеппі, завод з виробництва білкової оболонки для ковбас і сосисок «Белкозин» у Лузі, завод «Henkel» у Тосно.
Центром нафтохімічної промисловості області є місто Кіриші, де розташовані нафтопереробний завод «Кінеф» та біохімічний завод.
Газпром планує будівництво «Балтійського СПГ» — заводу по скрапленню газу на території Ленінградської області.
Лісова й деревообробна промисловість розвинена в багатьох районах. Великі ліспромгоспи розташовані в основному на сході області. У Гатчині, Приозерську й Волхові знаходяться меблеві фабрики, у Виборзі — картонно-руберойдна фабрика, у Подпорожжі — Свірський лісоенергетичний комбінат.
Підприємства целюлозно-паперової промисловості розташовані у Светогорську, Сясьстрої, Совєтському, Комунарі.
Промисловість будівельних матеріалів представлена цементними заводами в Сланцях і Пікалево, цегельними заводами в Гатчинському, Тосненському і Всеволозькому районах, скляними заводами в Лузькому районі.
Харчова промисловість в основному має місцеве значення, представлена хлібобулочними комбінатами, молочними заводами в різних містах області. У Волхові) розташований завод компанії «Талосто», у Ломоносовському районі — тютюнова фабрика «Филип Морріс Іжора».

### Сільське господарство
Сільське господарство області має яскраво виражену приміську спеціалізацію галузей — молочно-м'ясне тваринництво, картоплярство й овочівництво. При цьому продукція тваринництва помітно переважає над рослинництвом.
Значну частину врожаю картоплі й овочів дають особисті підсобні господарства населення. Головні овочеві культури — капуста, морква, огірки, цибуля, буряк. Також в області вирощують зернові культури: ячмінь, жито, овес, в основному на корм худобі й птахам.
Крім того, в області розвивається звіринництво: розлучають норку, ондатру, блакитного й чорно-сріблястого песця й інших тварин.
В області налічується понад 200 великих і середніх сільськогосподарських підприємств (у минулому — радгоспів, нині — акціонерних товариств). Фермерські господарства поки не набули великого поширення.

## Транспорт
Транспортна мережа регіону добре розвинена, що обумовлене сусідством з одним з найбільших у Росії транспортних вузлів — Санкт-Петербургом.

### Залізничний транспорт

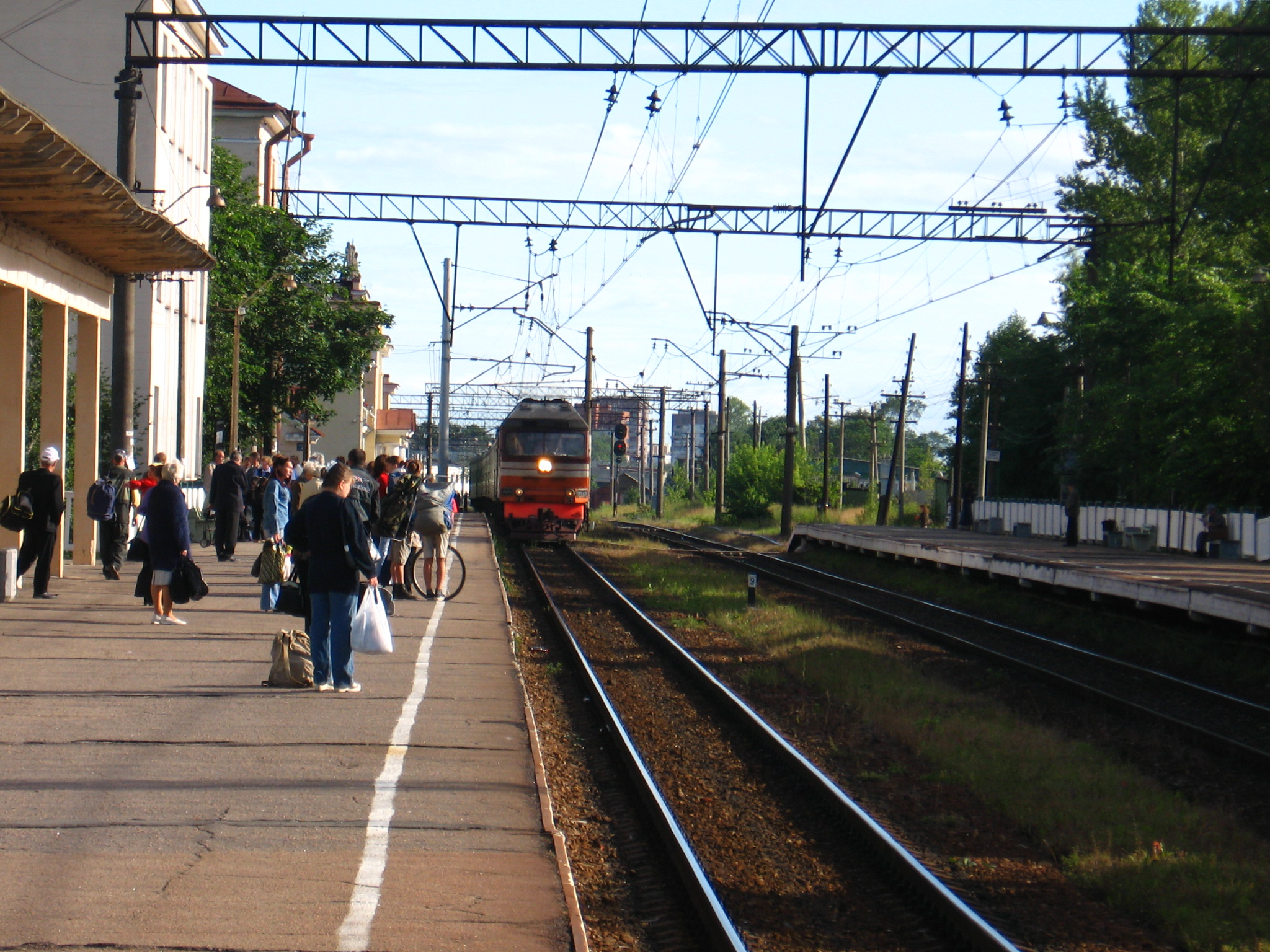
Варшавський вокзал у Гатшині

Довжина залізниць більш 3 тис. км, більша частина з них електрифікована. Щільність залізничної мережі — 33 км на 1000 км². Вантажообіг — більш 100 млн т на рік. Основними залізничними магістралями є:
- Санкт-Петербург — Москва
- Санкт-Петербург — Псков
- Санкт-Петербург — Гельсінкі
- Санкт-Петербург — Петрозаводськ
- Санкт-Петербург — Вологда
- Мга — Таллінн
- Санкт-Петербург — Дно
- Санкт-Петербург — Сортавала

Головними залізничними вузлами області є Мга, Гатчина, Волховстрой.
Залізниці області входять до складу Санкт-Петербурзького, Санкт-Петербург-Вітебського й Волховстроєвського відділень Октябрської залізниці.

### Метрополітен
У селищі Муріно Всеволозького району розташовані станція «Дев'яткіно» і електродепо «Сєверне» Петербурзького метрополітену.
У майбутньому місті Кудрово Всеволозького району планується побудувати станцію «Народна» і електродепо «Правобережне» Петербурзького метрополітену.

### Автомобільний транспорт
Довжина автошляхів — більш 13 тис. км. Щільність автодорожньої мережі — 108 км на 1000 км². Основними автодорогами області є:
| Російський номер | Європейський маршрут | Назва          | Інформація про трасу                                                 |
| ---------------- | -------------------- | -------------- | -------------------------------------------------------------------- |
| М10              | Е105                 | «Росія»        | Санкт-Петербург — Тосно — Любань — Великий Новгород — Тверь — Москва |
| М181             | Е18                  | «Скандинавія»  | Санкт-Петербург — Виборг — межа з Фінляндією                         |
| М11              | Е20                  | «Нарва»        | Санкт-Петербург — Кінгісепп — Івангород                              |
| М18              | Е105                 | «Кола»         | Санкт-Петербург — Лодейне Поле — Мурманськ                           |
| M20              | Е95                  | «Псков»        | Санкт-Петербург — Гатчина — Луга — Псков — межа з Білорус'ю          |
| A114             |                      |                | Іссад — Тихвин — Вологда                                             |
| A115             |                      |                | Нова Ладога — Волхов — Кіриші — Зуєво                                |
| A120             |                      | «Магістральна» | Сєрово — Кіровськ — Велика Іжора                                     |
| A121             |                      |                | Санкт-Петербург — Сосновий Бор — Перше Мая                           |
| A122             |                      |                | Санкт-Петербург — Первомайське — Толоконніково                       |
| A123             |                      |                | Сєстрорєцьк — Зеленогорськ — Виборг                                  |
| A124             |                      |                | Виборг — Светогорсик — межа з Фінляндією                             |
| A125             |                      |                | Молодежне — Каменка — Виборг                                         |
| A127             |                      |                | Лосєво — Житково — межа з Фінляндією                                 |
| A129             |                      |                | Санкт-Петербург — Приозерськ — Сортавала                             |

Ленінградська область планує вкласти в 2008 році в ремонт і будівництво шляхів 5 млрд рублів.
Ведеться будівництво кільцевого автомобільного шляху навколо Санкт-Петербурга. Частково введена в лад ділянка, що проходить по території Всеволозького району, іде прокладка ділянки по території Ломоносовського району області.
В області розвинене регулярне автобусне сполучення, здійснюване як муніципальними автопідприємствами, так і частково автоперевізниками. Також у містах і селищах області здійснюються перевезення пасажирів легковими таксі.

### Водний, повітряний і трубопровідний транспорт
Велике значення для зовнішніх зв'язків відіграє водний транспорт. Активно розвиваються морські порти: Усть-Луга, Приморськ, Виборг, Висоцьк. Довжина судноплавних річкових і озерних шляхів 2054 км. Головні річки області — Нева, Свір, Волхов — судноплавні на всій протяжності, а Плюсса, Луга, Сясь, Паша, Оять, Вуокса — на окремих ділянках. На території області перебувають головні ділянки Волго-Балтійського й Біломоро-Балтійського водних шляхів. Авіаперевезення здійснюються через аеропорт «Пулково», розташований на території Санкт-Петербурга.
По території області проходить ділянка споруджуваного Північно-Європейського газопроводу.
«Газпром» компенсує збиток, заподіяний магістралям регіону в процесі будівництва в обсязі 160 млн рублів, з них порядку 100 млн можуть бути отримані в 2007 році. Передбачається, що ці гроші будуть витрачені на ремонт шляхів Волховського й Бокситогорського районів, найбільше потерпілих у процесі реалізації проекту.

## Влада
Державна влада в області здійснюється на підставі Статуту, який був прийнятий 27 жовтня 1994 року.
Вищою посадовою особою області є Губернатор, призначається Законодавчими зборами області за пропозицією Президента Російської Федерації терміном на 5 років. З 1999 року Губернатором Ленінградської області є Валерій Павлович Сердюков (з 1998 по 1999 рік виконував обов'язки губернатора). У 2007 році він поставив перед Президентом питання про довіру й одержав його. Термін закінчення повноважень — 2012 рік.
Виконавчу владу в області здійснює Адміністрація, що включає в себе:
- Уряд Ленінградської області — вищий виконавчий орган державної влади, до складу якого входять Губернатор (Голова Уряду) і віце-губернатори (станом на 2007 рік — 10 осіб)
- Галузеві, територіальні й інші органі виконавчої влади

Законодавчу владу в області здійснює Законодавчі збори Ленінградської області, які складається з 50 депутатів, що обираються жителями області змішаною пропорційно-мажоритарною системою терміном на 5 років. У 2007 році сформовані Законодавчі збори четвертого скликання, у якому присутні 4 фракції: «Єдина Росія», «Справедліва Росія», «КПРФ», «ЛДПР». Головою Законодавчих зборів є Іван Пилипович Хабаров.
Контроль над виконанням бюджету області здійснює Контрольно-рахункова палата, голова якої обирається депутатами Законодавчих зборів терміном на 5 років. З вересня 2007 року головою Контрольно-рахункової палати є Олексій Володимирович Ларкин.
Вищі органі державної влади області розташовані в Санкт-Петербурзі. Планується переведення частини державних установ на територію області — у місто Всеволозьк.

## Адміністративний поділ

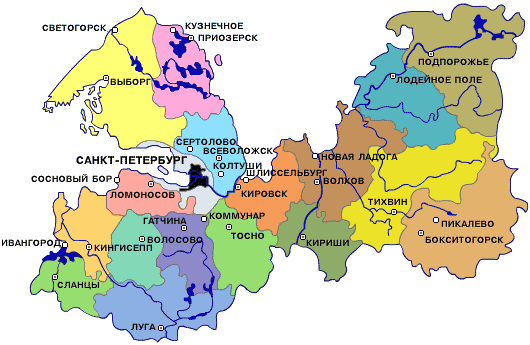
Адміністративна мапа Ленінградської області

З 1 січня 2006 року Ленінградська область містить у собі 222 муніципальних утворень — 1 міський округ, 17 муніципальних районів, 62 міських поселення, 142 сільських поселення.
З вересня 2007 року головою Президії Ради муніципальних утворень області є Олександр Петрович Худілайнен (Голова адміністрації Гатчинського муніципального району).
Муніципальні утворення другого рівня представлені в таблиці:
| Муніципальне утворення               | Код ЗКТМУ    | Площа, тис км² | Населення, тис осіб (2006) | Число міських поселень | Число сільських поселень | Адміністративний центр |
| ------------------------------------ | ------------ | -------------- | -------------------------- | ---------------------- | ------------------------ | ---------------------- |
| Бокситогорський муніципальний район  | 41 603 000 6 | 7,18           | 55,8                       | 3                      | 8                        | Бокситогорськ          |
| Волосовський муніципальний район     | 41 606 000 0 | 2,73           | 48,0                       | 1                      | 15                       | Волосово               |
| Волховський муніципальний район      | 41 609 000 3 | 5,22           | 95,2                       | 3                      | 12                       | Волхов                 |
| Всеволозький муніципальний район     | 41 612 000 5 | 3,09           | 217,1                      | 8                      | 12                       | Всеволозьк             |
| Виборзький муніципальний район       | 41 615 000 9 | 7,49           | 189,9                      | 8                      | 6                        | Виборг                 |
| Гатчинський муніципальний район      | 41 618 000 2 | 2,94           | 219,7                      | 6                      | 11                       | Гатчина                |
| Кінгісеппський муніципальний район   | 41 621 000 4 | 2,99           | 81,6                       | 2                      | 9                        | Кінгісепп              |
| Кіриський муніципальний район        | 41 624 000 8 | 3,07           | 66,9                       | 2                      | 4                        | Кіриші                 |
| Кіровський муніципальний район       | 41 625 000 2 | 2,64           | 95,5                       | 8                      | 3                        | Кіровськ               |
| Лодейнопольський муніципальний район | 41 627 000 1 | 4,95           | 33,9                       | 2                      | 3                        | Лодейне Поле           |
| Ломоносовський муніципальний район   | 41 630 000 3 | 2,01           | 64,7                       | 2                      | 13                       | Ломоносов              |
| Лузький муніципальний район          | 41 633 000 7 | 6,07           | 78,7                       | 2                      | 13                       | Луга                   |
| Подпорозький муніципальний район     | 41 636 000 0 | 7,83           | 33,5                       | 4                      | 1                        | Подпорожжя             |
| Приозерський муніципальний район     | 41 639 000 4 | 3,55           | 61,6                       | 2                      | 12                       | Приозерськ             |
| Сланцевський муніципальний район     | 41 642 000 6 | 2,21           | 46,0                       | 1                      | 6                        | Сланці                 |
| Сосновоборський міський округ        | 41 754 000 1 | 0,07           | 66,6                       | -                      | -                        | Сосновий Бор           |
| Тихвінський муніципальний район      | 41 645 000 6 | 7,14           | 76,1                       | 1                      | 8                        | Тихвин                 |
| Тосненський муніципальний район      | 41 648 000 3 | 3,68           | 112,3                      | 7                      | 6                        | Тосно                  |

## Культура

### Театри й кінофестивалі
З обласного бюджету фінансується діяльність наступних театрів:
- Театр сатири на Васильєвському острові (Санкт-Петербург)
- Драматичний театр «Причастя» (Санкт-Петербург)
- Драматичний театр «На Літейному» (Санкт-Петербург)
- Драматичний театр «Комедіанти» (Санкт-Петербург)
- Театр драми й ляльок «Свята міцність» (Виборг)

У 2007 році в Гатчині закладений перший камінь на підставі майбутнього обласного театру юного глядача.
У Ленінградській області щорічно проводяться такі кінофестивалі:
- Література й кіно (Гатчина)
- Вікно в Європу (Виборг)

### Освіта і наука
За станом на 2007 рік в області функціонують 1086 навчальних закладів загальної освіти, середня наповнюваність класів — 16 осіб. Усі школи області підключені до Інтернету.
З обласного бюджету фінансується діяльність трьох вищих навчальних закладів:
- Ленінградський державний університет імені Пушкіна (Пушкін)
- Ленінградський інститут економіки й фінансів (Гатчина)
- Державний селянський університет імені Кирила й Мефодія (Луга)

Також у містах області розташовуються філії вищих навчальних закладів Санкт-Петербурга, а в Гатчині, Виборгу й Пікалево працюють Педагогічні коледжі.
У Гатчині розташовується Петербурзький інститут ядерної фізики ім. Б. П. Константинова, а в Павлово (Всеволозький район) — філія Інституту фізіології імені І. П. Павлова.

### Спорт
Місто Кіриші є одним з головних у Росії центрів розвитку жіночого водного поло. Команда «Кинеф» є багаторазовим чемпіоном Росії, її спортсменки складають основу національної збірної країни. У Кіришах буде вестися підготовка збірні Росії до Олімпіади в Пекіні.
Селище Токсово у Всеволозькому районі є центром гірськолижного спорту. Там розташовано кілька гірськолижних курортів («Орлина Гора», «Північний схил», «Родина й діти» та ін.), а також Великий трамплін. Іншими відомими гірськолижними курортами є «Петровський» у Юках, «Красне озеро» і «Золота долина» у Коробіціно, «Ігора» у Приозерському районі, «Туутари-Парк» у Ломоносовському. В області реалізується програма будівництва футбольних полів зі штучним покриттям. Вони вже покладені в Гатчині, Всеволозькі, Волхову, Кіровську й Кіришах. У вересні 2007 року будуть відкриті поля у Виборгу й Лодейному Полі, а в перспективі вони з'являться в Приозерську, Лузі, Кінгісеппі, Сертолово й Тосно.
У Кіровському районі області народилася знаменита російська ковзанярка, заслужений майстер спорту Росії, олімпійська чемпіонка, дворазова чемпіонка світу Світлана Журова. В 2007 року вона була депутатом Законодавчих зборів Ленінградської області, а в грудні 2007 року вибрана депутатом Державної Думи Росії за списком партії «Єдина Росія» у Ленінградській області.
У Кінгісеппі народився російський футболіст, заслужений майстер спорту Росії, володар Кубка УЄФА, Кубка й Суперкубка Іспанії Олександр Кержаков.
У Виборгу народився знаменитий російський велосипедист, дворазовий олімпійський чемпіон В'ячеслав Єкимов.

## Визначні пам'ятки

### Всесвітня спадщина
В 1990 році ряд пам'ятників історії та культури області були внесені в список Всесвітньої спадщини ЮНЕСКО:
- Форти на березі Фінської затоки:
  - Форт «Сірий Кінь» (Ломоносовський район)
  - Форт «Красна Гірка» (Ломоносовський район)
- Історична частина міста Шліссельбург
- Укріплення «Орешек»
- Палацово-парковий ансамбль у Ропші
- Палацово-парковий ансамбль у Гостилицах
- Палацово-парковий ансамбль у Тайцах
- Палацово-парковий ансамбль і історичний центр Гатчини
- Павлово й Колтуши (Всеволозький район)
- Ліндуловський гай (Виборзький район)
- Річка Нева
- Балтійсько-Ладозький уступ
- Колтушські висоти (Всеволозький район)
- Юкколовська висота (Всеволозький район)
- Автомобільні шляхи:
  - Московське шосе
  - Київське шосе
  - Шосе Пушкін — Гатчина
  - Мурманське шосе
  - Талліннське шосе
  - Ропшинське шосе
  - Гостилицьке шосе
  - Петергофське шосе
  - Приморське шосе
  - Виборзьке шосе
  - Колтушське шосе
- Зелений пояс Слави:
  - Блокадне кільце
  - Дорога Життя
  - Оранієнбаумський плацдарм

### Інші визначні пам'ятки
- Стара Ладога (Волховський район) — перша столиця Русі. Староладозька фортеця, Іоаннівський чоловічий монастир
- Виборг — Виборзький замок, садибний комплекс «Монрепо» і інші визначні пам'ятки
- Тихвін — Успенський чоловічий монастир Богородиці, Меморіальний будинок — музей Н. А. Римського-Корсакова
- Івангород — Івангородська фортеця
- Приозерськ — фортеця «Корела»
- Копор'є (Ломоносовський район) — фортеця
- Всеволозьк — музей-садиба «Приютіно»
- Острів Коневець (Приозерський район) — Рождествено-Богородичний Коневецький монастир
- Лодейнопольський район — Александро-Свірський монастир
- Подпорозький район — дерев'яні церкви Присвір'я («Золоте кільце Ленінградської області»)
- Тервенічи (Лодейнопольський район) — Покрово-Тервеничський жіночий монастир
- Зеленець (Волховський район) — Троїцький Зеленецький монастир
- Ізвара (Волосовський район) — Музей-садиба М. К. Реріха
- Вира (Гатчинський район) — музей «Будиночок станційного доглядача»